# Solpugista bicolor
Solpugista bicolor är en spindeldjursart som först beskrevs av Lawrence 1953.  Solpugista bicolor ingår i släktet Solpugista och familjen Solpugidae. Inga underarter finns listade i Catalogue of Life.